# McSorley's Old Ale House
McSorley's Old Ale House, mayormente conocido como McSorley's, es el bar irlandés más antiguo en funcionamiento de la ciudad de Nueva York. Abrió a medicados del siglo XIX en el número 15 de la calle 7 este en lo que hoy es el barrio del East Village en Manhattan. Fue uno de los últimos pubs que sólo admitían hombres, admitiendo mujeres sólo después de que fuera legalmente obligado a ello en 1970.
Los antiguos dibujos y pinturas que adornan las paredes del establecimiento así como los artículos de periódicos de inicios del siglo XX, el aserrín en los pisos y los mozos y bartenders irlandeses dan a McSorley's una atmósfera reminiscente del "Olde New York" (antiguo Nueva York). Ninguna pieza de memorabilia ha sido removida de las paredes desde 1910 y hay muchos elementos de parafernalia histórica en el bar como las esposas de Houdini que estancia conectadas al riel del bar. Hay también huesos del deseo colgando sobre el bar; supuestamente estos fueron colgados por muchachos que partían hacia la Primera Guerra Mundial para retirarlas a su regreso. Entonces, los huesos que se mantienen colgando son de aquellos que nunca regresaron.
Dos de los lemas de McSorley son: "Be Good or Be Gone" (Pórtate bien o vete), y  "We were here before you were born" (Estábamos acá antes de que nacieras). Antes de la orden de 1970, el lema era "Good Ale, Raw Onions and No Ladies" (Buena cerveza, cebollas crudas y no mujeres); las cebollas crudas aún se pueden obtener como parte del plato de queso de McSorley's.
McSorley's es considerado una de las cervecerías que más tiempo continúan operando en la ciudad dado al hecho de que, durante la "Prohibición" sirvió una suerte de "near beer" (casi cerveza) con tan poco alcohol que no llegó a ser considerada ilegal. En el 2005, la revista New York  consideró a McSorley's como uno de los "Top 5 Historic Bars" de la ciudad de Nueva York.

## Historia

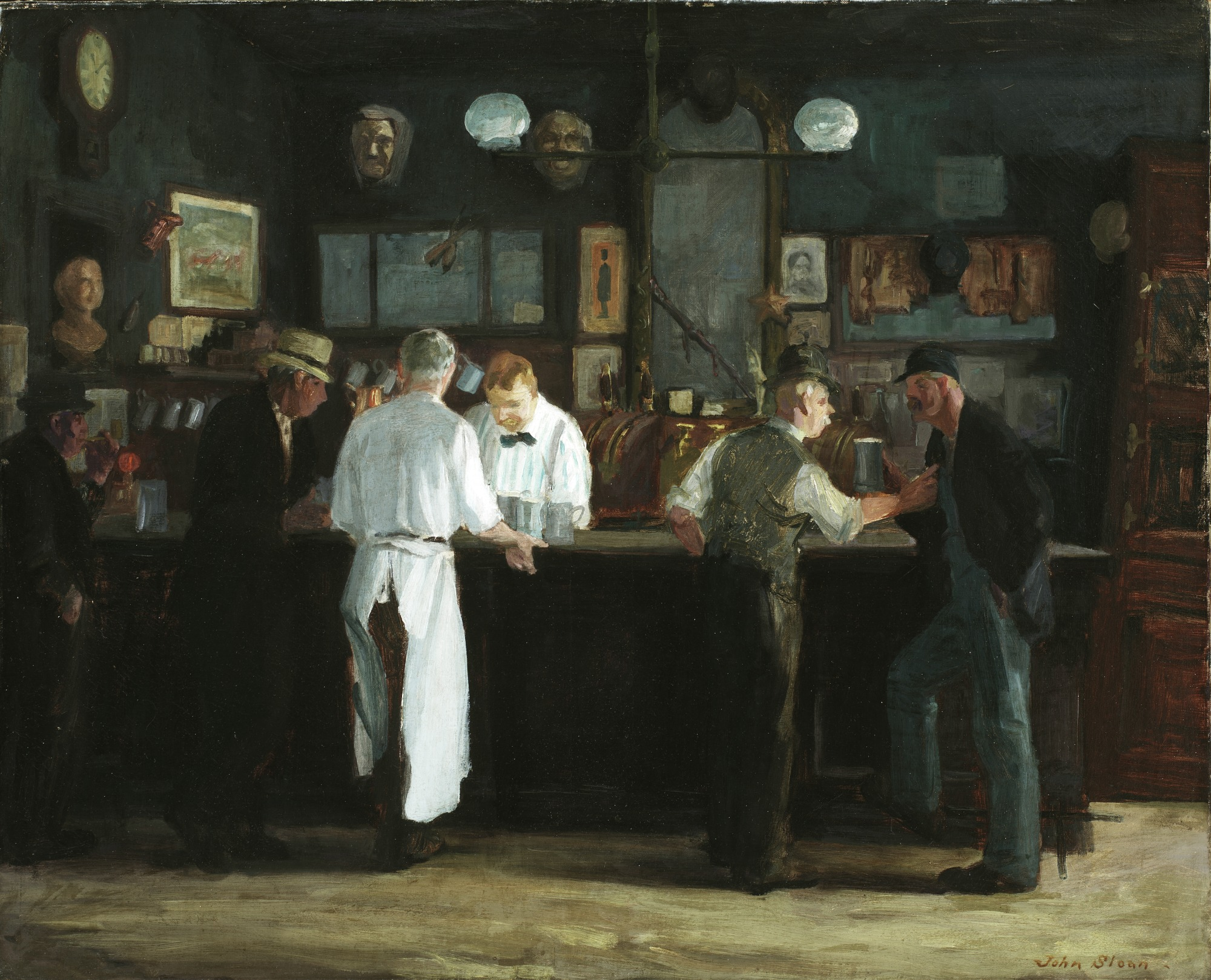
McSorley's Bar, una pintura de 1912 de John French Sloan

### Inauguración y propietarios
Cuando se inauguró, el bar se llamaba originalmente "The Old House at Home". McSorley's ha señalado que abrió sus puertas en 1854. Sin embargo, investigaciones históricas han demostrado que esa ubicación era un lote baldío entre 1860 y 1861.
La evidencia para establecer como fecha de la inauguración el año 1854 es considerable pero de segunda mano. Un documento que existe en el Museo de la Ciudad de Nueva York fechado en 1904, manuscrito por el fundador John McSorley declaraba que fue inaugurado en 1854 y un artículo del New York Tribune de 1895 afirmaba que el establecimiento llevaba 40 años funcionando a poca distancia de Cooper Union.[cita requerida] Un artículo de 1913 en la revista Harper's Weekly declaraba que "Este famoso saloon ... tiene 60 años de antigüedad".
De acuerdo a un artículo de 1995 del New York Times en su columna "Streetscapes" escrita por Christopher Gray, el censor que visitó al nacido en Irlanda McSorley en 1880 señaló que él llegó a los Estados Unidos en 1855 pero los registros de inmigración mostraban que llegó el 23 de enero de 1851 a la edad de 18 años, acompañada por Mary McSorley, que tenía 16. Cuando se conforondó con el hecho de que el censo de 1880 no contenía este dato, Gray lo corrigió a 1900 en su libro publicado el 2003.  John McSorley apareció por primera vez en los directorios de la ciudad en 1862, y el inmueble que ocupa su bar fue construido no antes de 1858, de acuerdo con los registros de la ciudad.
McSorley's esta dentro del Distrito Histórico del East Village/Lower East Side, creado por la Comisión para la Preservación de Monumentos Históricos de Nueva York en el 2012.  En el informe para la designación del distrito, la fecha de construcción del inmueble es señalada como "c.1865", pero se señala que evidencia indirecta podría indicar que hubo una pequeña estructura en ese lote antes dado que el valor del lote aumtentó entre 1848 y 1856, mientras que el valor de los lotes de los alrededores no lo hizo. Eso podría explicarse por la existencia de estructuras que no fueron registradas. Para 1861, hubo una construcción de dos pisos en el lote de acuerdo con los registros impositivos y, para 1865, ya estaba el actual edificio de cinco pisos. Igual, no existe claridad si el primer edificio fue ampliado mediante la construcción de pisos superiores o si fue derruido y se construyó uno nuevo.
El propietario fundador John McSorley traspasó la administración del negocio a su hijo, William, alrededor de 1890 y murió en 1910 a la edad de 87. En 1936 William vendió la propiedad a Daniel O’Connell, un policía retirado y cliente de antigua data. Luego de la muerte de O'Connell  tres años después, su hija Dorothy O’Connell Kirwan asumió la propiedad del negocio. Hasta su muerte en 1974 y la de su esposo al año siguiente, la propiedad pasó brevemente a su hijo Danny antes del más reciente propietario, Matthew "Matty" Maher, que compró el bar en 1977 y lo manejó hasta su muerte en enero de 2020. La hija de Maher, Ann Pullman piensa mantener el negocio en la familia.

### Abierto para mujeres
Las mujeres no fueron admitidas en McSorley's hasta el 10 de agosto de 1970 luego de que las abogadas de la Organización Nacional de Mujeres Faith Seidenberg y Karen DeCrow interpusieron una denuncia por discriminación contra el bar en la corte del distrito y la ganaron.. Las dos entraron a McSorley's en 1969 y se les negó el servicio, lo que fue la base de su denuncia por discriminación. La sentencia de este caso fue portada del The New York Times el 26 de junio de 1970. El expediente Seidenberg v. McSorleys' Old Ale House  (S.D.N.Y. 1970) estableció que, como lugar público, el bar no podía violar la Cláusula sobre protección igualitaria de la Constitución de los Estados Unidos. El bar fue entonces forzado a admitir mujeres, pero lo hizo a "regañadientes". En 1970 Barbara Shaum se convirtió en la primera cliente femenina del bar. Con la sentencia ordenando que se atienda a mujeres, el baño se volvió unisex. Dieciséis años después, en 1986, un baño de mujeres fue instalado.

### Clausura el 2016 y reapertura
Hasta el 2011, McSorley's mantuvo un gato para cazar ratones en sus instalaciones hasta que una ley fue aprobada prohibiendo esa práctica. En noviembre del 2016, el establecimiento cerró brevemente por el Departamento de Salud e Higiene Mental de la Ciudad de Nueva York debido a violaciones al código de salud. Reabrió la siguiente semana.
En el 2017, McSorley's añadió a su menú los hot dogs Feltman's de Coney Island, fue la primera vez que el menú fue cambiado en más de 50 años. El propietario de Feltman, Michael Quinn, fue un antiguo empleado de McSorley's, y durante fines del siglo XIX, su restaurante en Coney Island fue un destino popular para la familia McSorley.[cita requerida]

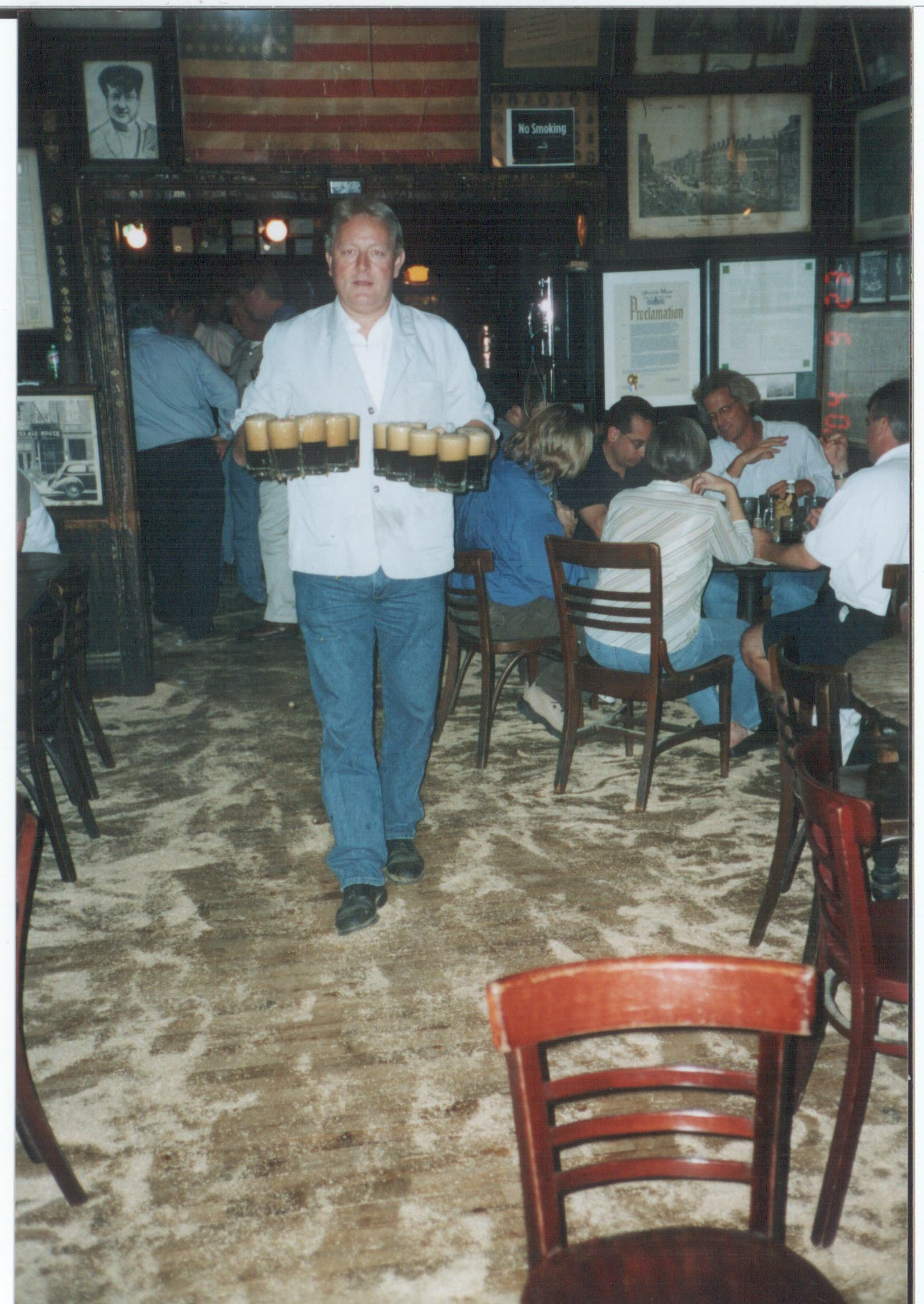
El interior del bar

## Clientes notables
Personas destacadas que visitaron McSorley's incluyen a Abraham Lincoln, Ulysses S. Grant, Teddy Roosevelt, y Boss Tweed. Íconos culturales como Woody Guthrie, Hunter S. Thompson, Brendan Behan, Paul Blackburn, LeRoi Jones, Christopher Morley, Gilbert Sorrentino, y George Jean Nathan, frecuentaron la taverna. El cantante y guitarrista de música folk Dave Van Ronk utilizó fotos de sí mismo en el exterior del bars para las cubiertas de sus álbumes y Wavy Gravy leyó poesía ahí. Dustin Hoffman fue cliente.  A inicios de los años 1910 el anarquista Hippolyte Havel se convirtió en un cliente regular.
En su poema de 1923  "I was sitting in mcsorley's", el poeta E. E. Cummings describió McSorley's como "the ale which never lets you grow old" (la cerveza que nunca te deja envejecer).  También calificó al bar como "acogedor y malvado". McSorley's fue el foco de varios artículos del autor de la revista New Yorker Joseph Mitchell.  Una colección de sus historias fue titulada "McSorley's Wonderful Saloon" (1943). Según Mitchell, los pintos de la Escuela Ashcan John Sloan, George Luks y Stuart Davis eran clientes regulares. Entre 1912 y 1930, Sloan hizo cinco pinturas del bar — “McSorley’s Bar,”  “McSorley’s Back Room,” “McSorley’s at Home,” “McSorley’s Cats,” and “McSorley’s, Saturday Night.”  La primera de ellas cult en el Instituto de Artes de Detroit. El bar también ha sido pintado por Harry McCormick. y fotografiado por Berenice Abbott.
El cliente más notable de McSorley's, sin embargo, fue el fundador de la Cooper Union Peter Cooper que se podía reunir en la habítación trasera.  John McSorley instruyó que su silla favorita sea revestida con tela negra cada 4 de abril luego de la muerte de Cooper en 1883.
Luego que el equipo de hockey de los New York Rangers ganaran la Stanley Cup en 1994, llevaron la copa a McSorley's y bebieron de ella; los daños que sufrió motivó que la NHL se llevara la copa por varios días para repararla.

## Otros locales
McSorley's Old Ale House no tiene otros locales. Sin embargo, una compañía llamada "Eclipse Management" ha abierto cuatro "McSorley's Ale Houses" en Hong Kong y Macao "basadas ligeramente en la apariencia del original en el bajo Manhattan".  Estos bares venden cerveza McSorley's pero no están asociados de ninguna manera con McSorley's.

## En la cultura popular
- En el cómic Preacher, el personaje Cassidy recuerda haber pasado varios años frecuentando McSorley's.
- McSorley's se usó como locación para filmar la película de 1991 The Hard Way.[cita requerida]
- McSorley's se usó como locación para filmar la película de 1998 Rounders, protagonizada por Matt Damon y Edward Norton.[cita requerida]
- En la película de 1984 de Sergio Leone Érase una vez en América, el bar en el que los cinco jóvenes pandilleros debatían si tomar el dollar que el bartender les ofrecía para quemar el quiosco de periódicos o irse a dormir fue filmado en el interior de McSorley's. Se utilizó un diferente bar para las tomas de exteriores.[37]
- En la series de televisión The Golden Girls, Sophia Petrillo, protagonizada por Estelle Getty, señala que su hija Dorothy nació en una mesa de pinochle en McSorley's. Es un anacronismo ya que McSorley's no admitió mujeres hasta 1970.
- Daniel O'Connell Kirwan, el gerente de McSorley's e hijo del propietario, apareció el 27 de agosto de 1970 en el episodio 0514 del show de panelistas To Tell the Truth luego de que la ciudad de Nueva York requirió que las mujeres fueran admitidas en el bar.[38][39]
- En las temporadas 42 y 43 de Saturday Night Live, la parte de la introducción correspondiente a Mikey Day fue filmada ahí.[cita requerida]
- McSorley's se muestra en el corto documental ganador del Emmy de Christian Nilsson[40] Fight To Be The Oldest Bar In NYC[41] producido por HuffPost en 2015.
- La temporada 2 de La maravillosa Señora Maisel filmó parte del episodio "Look, She Made a Hat" en McSorley's, donde se usó para simular la Cedar Tavern - otro bar real en Nueva York.[cita requerida]
- El episodio 7 de la serie de Netflix Dash & Lily se desarrolla en McSorley's.[42]